# Apterygocampus epinnulatus
Apterygocampus epinnulatus är en fiskart som beskrevs av Weber, 1913. Apterygocampus epinnulatus ingår i släktet Apterygocampus och familjen kantnålsfiskar. Inga underarter finns listade i Catalogue of Life.